# やまモリ!
『やまモリ!』は、2009年4月2日から2018年3月22日までNHK山形放送局がNHK総合テレビで放送していた山形県向けの地域情報番組である。

## 放送時間
いずれも日本標準時。
- 月曜 - 金曜 11:45 - 12:00 （2009年4月2日 - 2015年3月19日）
- 月曜 - 金曜 11:50 - 12:00 （2015年4月2日 - 2018年3月22日）

番組表上では11:54までの放送で、11:54からの『気象情報』は別番組扱いになっているが、実際には『気象情報』を内包している。
午前中に国会中継や選抜高等学校野球大会中継などがある日には放送休止になる。

## 出演者
いずれも出演当時NHK山形の契約キャスター。

### 2017年3月時点での出演者
- 畠山彩子[2]
- 仲島有香[2]

### 過去の出演者
- 相澤静[3]
- 角田京子[3]
- 石山千華[3]
- 田邉有沙[3]
- 岩佐早希[4]
- 林愛実[4]
- 田崎好美[4]
- 向井加那葉[5]
- 安座間春奈[5]
- 岡田ゆうき[6]
- 長谷川朋加[6]
- 石川奈津紀[6]
- 南齋未緒[6]
- 岸田麻由美

## コーナー
2017年3月時点での実施コーナーを記載。
| 月曜のコーナー           | 火曜のコーナー | 水曜のコーナー | 木曜のコーナー | 金曜のコーナー |
| ------------------------ | -------------- | -------------- | -------------- | -------------- |
| 週末のわたし             | オープニング   | オープニング   | オープニング   | オープニング   |
| てれび伝言板             | 教えて！○○さん | てれび伝言板   | IPスタジオ中継 | 週末ガイド     |
| 全国の気象情報           |                |                |                |                |
| 県内の気象・エンディング |                |                |                |                |

前述の通り、11:54からの「全国の気象情報」と「県内の気象」は番組表上では別番組扱いになっている。